# Nayagarh (distrikt)
Nayagarh District är ett distrikt i Indien.   Det ligger i delstaten Odisha, i den östra delen av landet, 1 200 km sydost om huvudstaden New Delhi. Antalet invånare är 962 789.
Följande samhällen finns i Nayagarh District:
- Bālugaon
- Nayagarh
- Kantilo